# Aldihal, Chitapur
Aldihal là một làng thuộc tehsil Chitapur, huyện Gulbarga, bang Karnataka, Ấn Độ.